# Carrizo Plain National Monument
Le Carrizo Plain National Monument est un monument national américain désigné comme tel par le président des États-Unis Bill Clinton le 17 janvier 2001. Il protège la plaine de Carrizo, dans le comté de Kern et le comté de San Luis Obispo, en Californie.

## Description
La plaine de Carrizo (Obispeño : tšɨłkukunɨtš , lieu des lapins) est une vaste plaine herbeuse clôturée d'une longueur d'environ 80 km et d'une largeur allant jusqu'à 24 km au sud-est du comté de San Luis Obispo, à environ 160 km au nord-ouest de Los Angeles. Elle constitue la plus grande prairie naturelle encore existante en Californie. Le Carrizo Plain National Monument couvre une surface de 826 km2 et comprend Painted Rock dans le district de Discontiguous Art Carrizo Plain Rock, qui est inscrit au Registre national des lieux historiques. En 2012, il a également été désigné monument historique national en raison de sa valeur archéologique. La faille de San Andreas traverse la plaine.

## Faune
La plaine de Carrizo abrite 13 espèces répertoriées comme étant en voie de disparition par le gouvernement fédéral ou par l'État, la plus grande concentration d'espèces menacées d'extinction en Californie. Certaines de ces espèces incluent le renard nain de San Joaquin, l'écureuil-antilope de San Joaquin, le rat-kangourou géant, la grue du Canada et le condor de Californie. Le wapiti, le pronghorn, le lièvre de Californie à queue noire et les coyotes s'installent également dans la plaine de Carrizo.

## Galerie

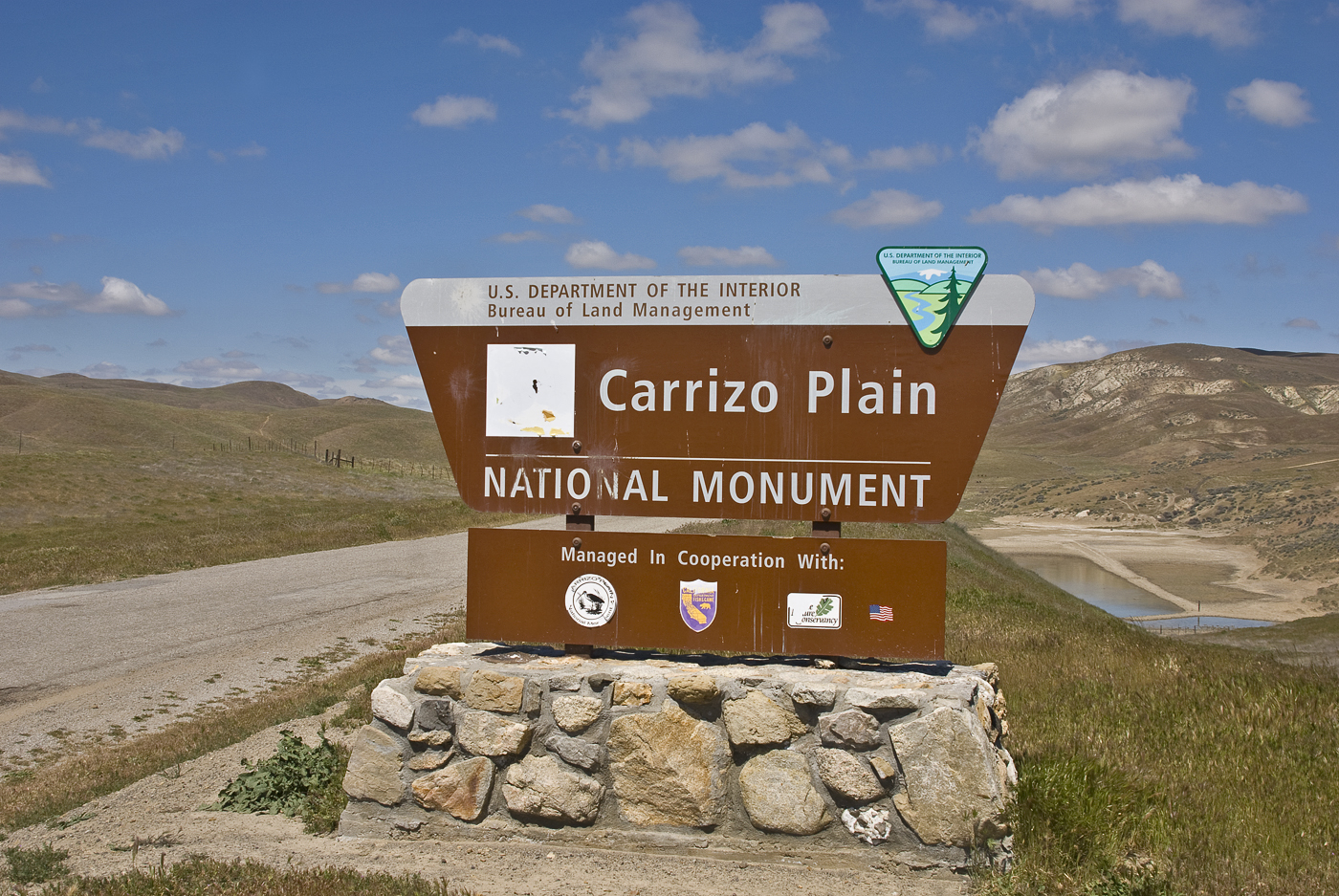
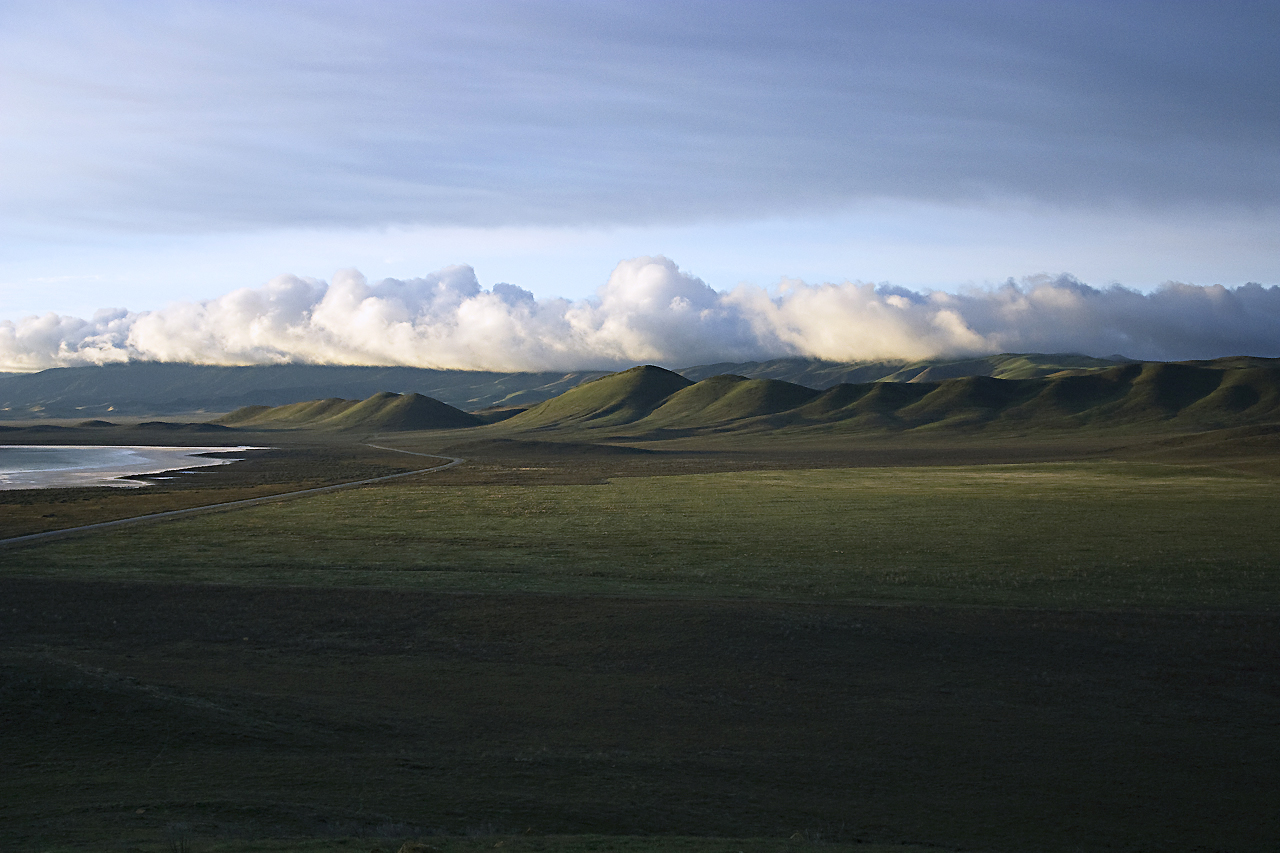
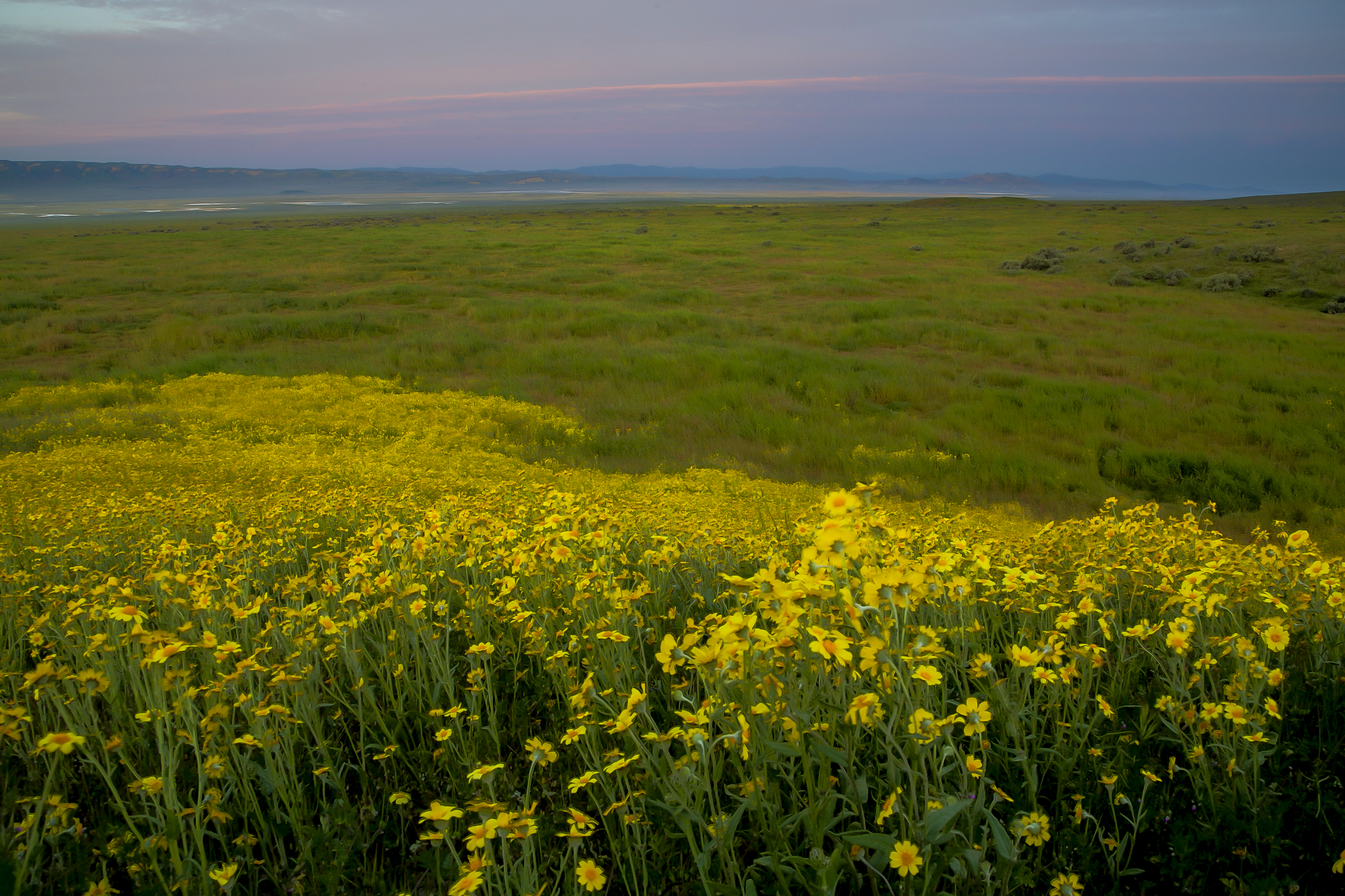
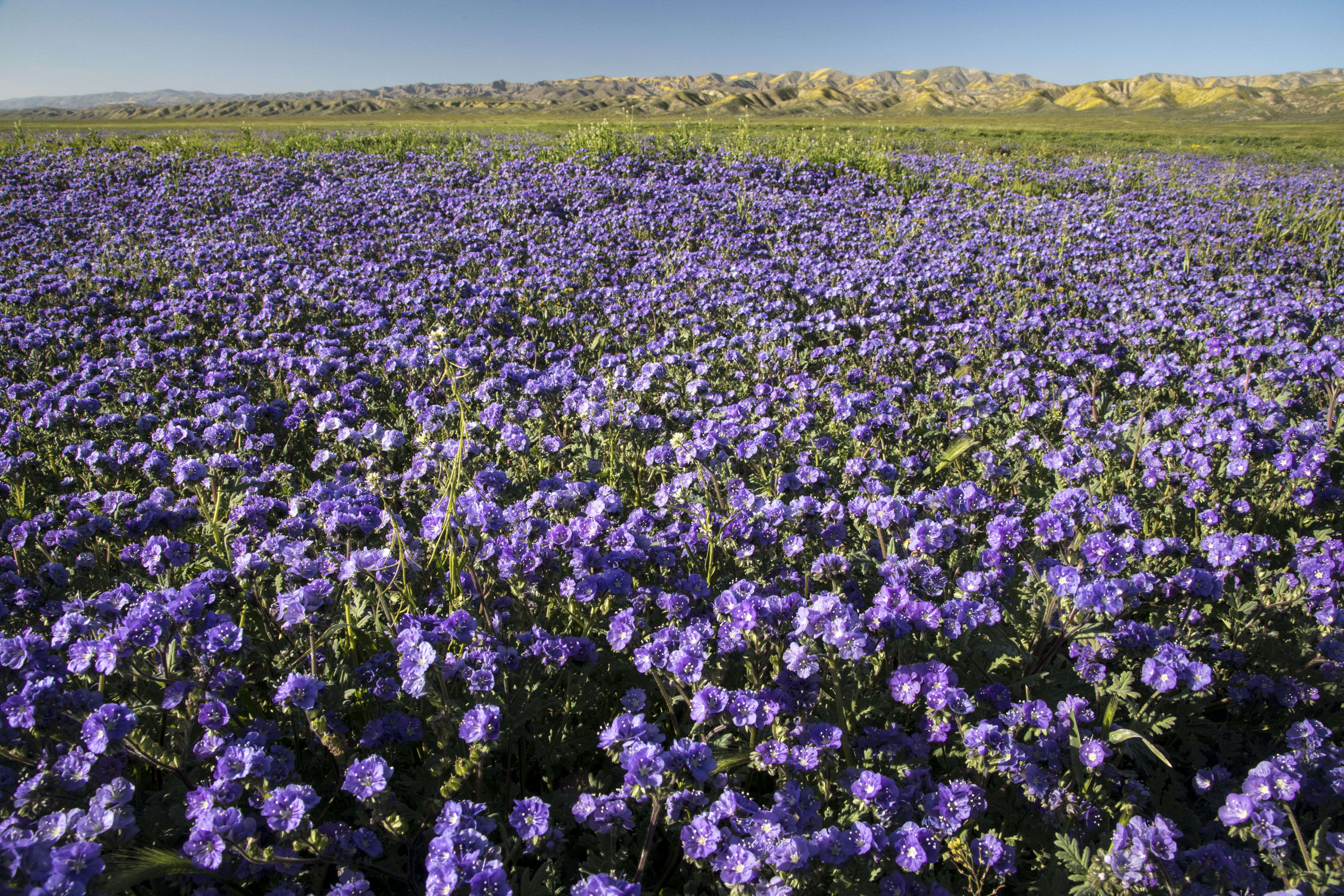
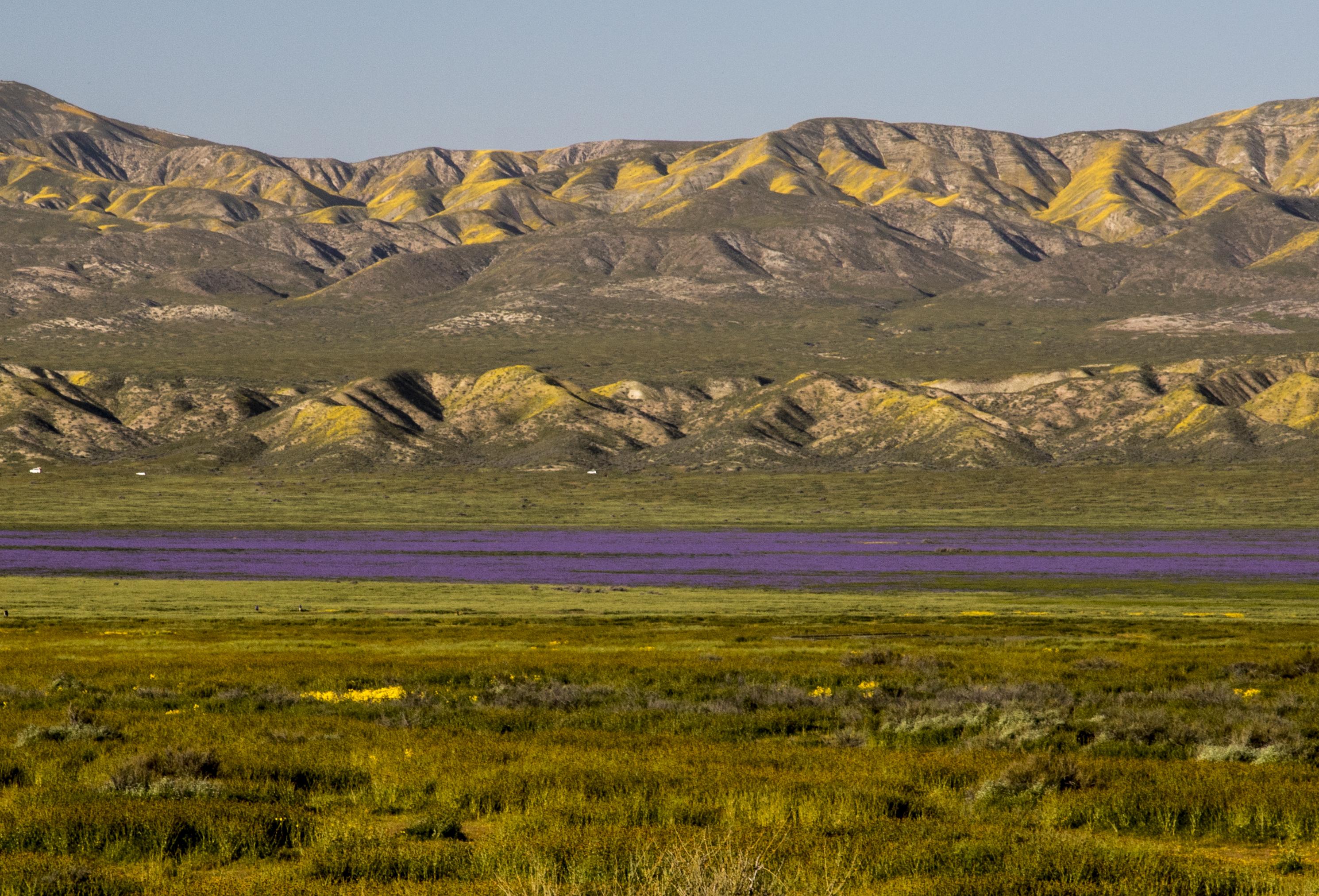
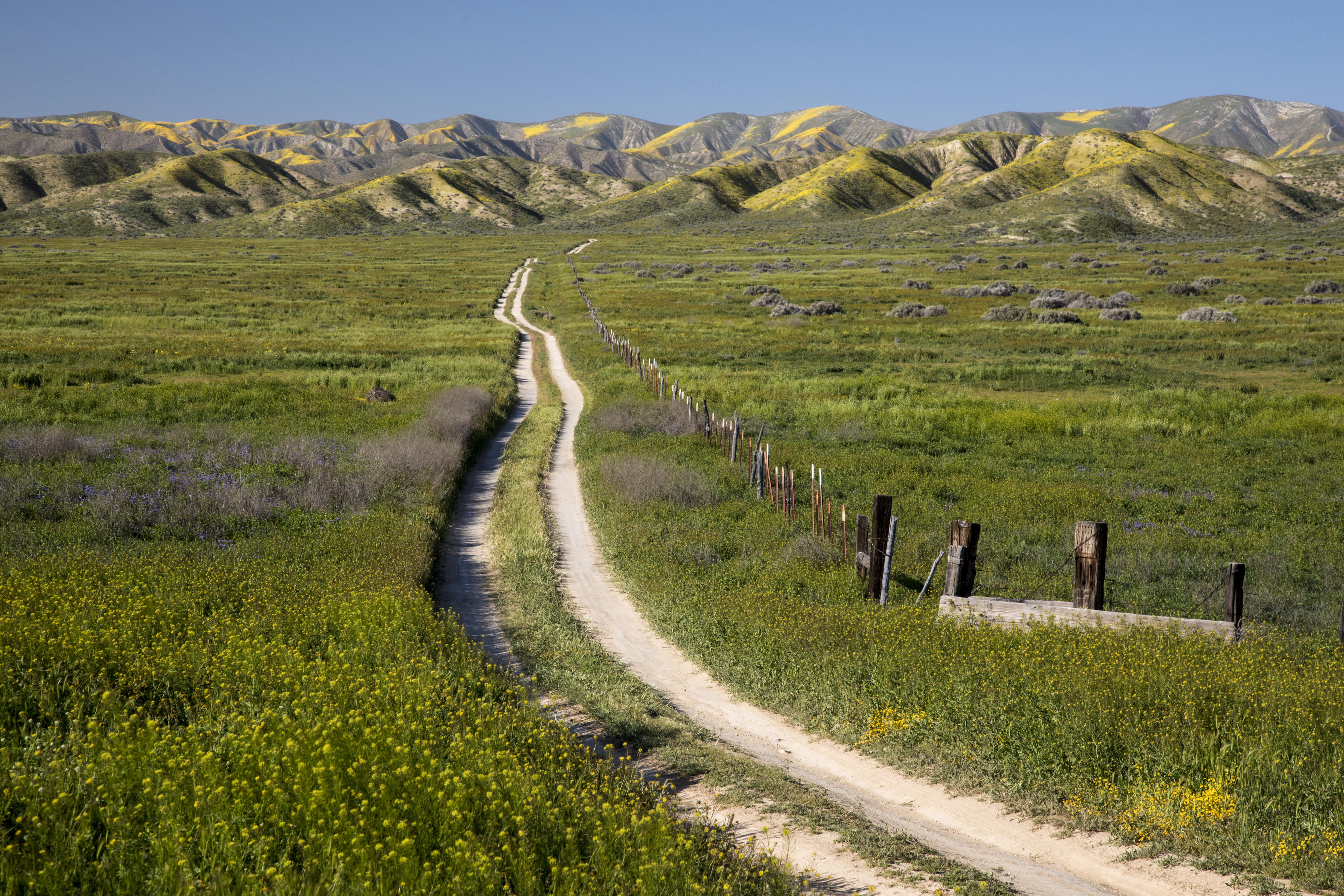
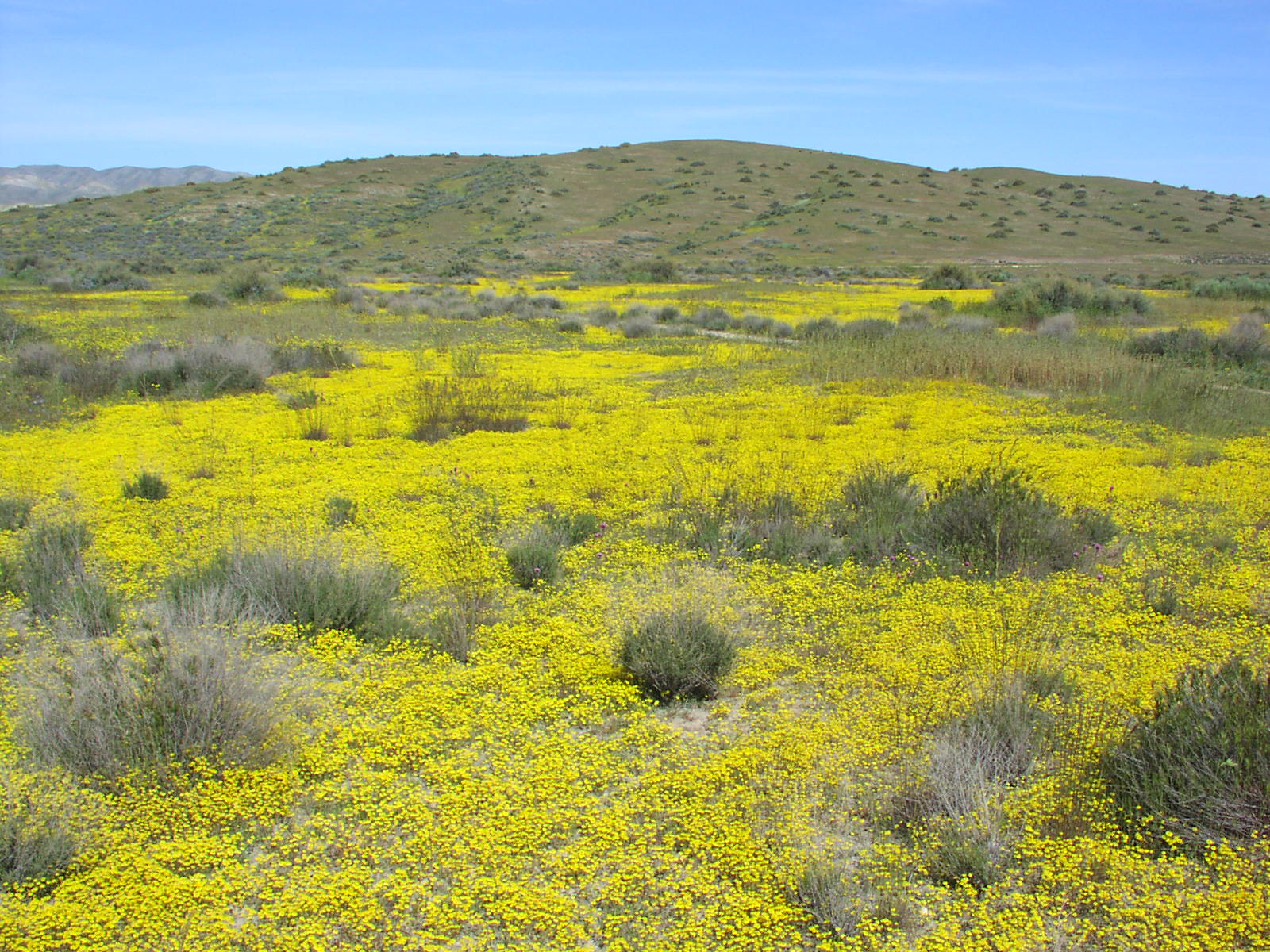